# Vol KLM 633
Le vol KLM 633 était un vol passager d'Amsterdam à New York. Le 5 septembre 1954, immédiatement après le décollage de l'aéroport de Shannon, le Super Constellation Triton a amerri sur un banc de boue dans la rivière Shannon. Vingt-huit personnes ont été tuées dans l'accident. Cela a été causé par une ré-extension inattendue du train d'atterrissage, peut-être aggravée par une erreur du pilote.

## Catastrophe de Triton
Le Lockheed Super Constellation Triton (immatriculation PH-LKY) était piloté par Adriaan Viruly, l'un des pilotes les plus expérimentés de la compagnie aérienne. Après une escale de ravitaillement à Shannon, l'avion a décollé pour l'étape transatlantique du vol vers 2 h 40. Il y avait 46 passagers et dix membres d'équipage à bord. Peu après le décollage, le pilote a réduit la puissance du maximum à METO (Maximum Except Take Off). Le pilote ne savait pas que le train d'atterrissage n'était pas rentré et, par conséquent, l'avion est descendu pour se poser dans l'estuaire du Shannon. Il s'est retourné à l'impact et s'est brisé en deux sections.
L'avion était partiellement submergé et au moins un des réservoirs de carburant s'était rompu lors de l'accident. Les vapeurs de carburant ont rendu de nombreux passagers et membres d'équipage inconscients ; ils se sont ensuite noyés dans la marée montante. Finalement, trois membres d'équipage (tout le personnel de cabine) et 25 passagers périrent sous le choc.
Même si l'accident s'est produit moins d'une minute après le décollage de l'avion de l'aéroport de Shannon, les autorités aéroportuaires n'étaient pas au courant de la catastrophe jusqu'à ce que le troisième pilote de l'engin (navigateur), Johan Tieman, couvert de boue, s'engage dans l'aéroport et rapporte : « Nous nous sommes écrasés ! » C'était deux heures et demie après la chute de l'avion. M. Tieman avait nagé jusqu'à terre et pataugé péniblement à travers les marais jusqu'à l'aéroport, dont les lumières étaient clairement visibles depuis le lieu de l'accident. Ce n'est qu'à 7 h du matin (4 h 30 après le crash) que la première vedette atteint les survivants, blottis sur un replat boueux de la rivière.

## Cause de l'accident
L'enquête officielle a conclu que l'accident avait été causé par une ré-extension inattendue du train d'atterrissage et le comportement incorrect du commandant de bord dans cette situation. Viruly, qui n'était qu'à un an de la retraite, a rejeté la responsabilité de l'accident et fut amer de son traitement ultérieur par KLM. Dans une interview, il a déclaré plus tard qu'il n'y avait tout simplement pas eu assez de temps pour réagir.